# Marbach an der Donau
Marbach an der Donau é um município da Áustria localizado no distrito de Melk, no estado de Baixa Áustria. Possuia uma população de 1654 segundo o censo de 2010.

## Câmara Municipial
- SPÖ 10
- ÖVP 9